# Alinen Rautjärvi
Alinen Rautjärvi är en sjö i kommunen Tavastehus i landskapet Egentliga Tavastland i Finland. Arean är 49 hektar och strandlinjen är 3,82 kilometer lång. Sjön  ingår i Kumo älvs huvudavrinningsområde.   Den ligger omkring 40 km nordöst om Tavastehus och omkring 110 km norr om Helsingfors. 
I sjön finns ön Kukkosaari. Öster om Alinen Rautjärvi ligger Evois. 